# Middle (Sheading)

Middle, Isle of Man

Middle (Manx: Medall) ist ein Sheading auf der Isle of Man. Mit 42.700 Einwohnern ist es das bevölkerungsreichste Sheading.
Es liegt im Süd-Osten der Insel und umfasst die Parishes Braddan, Marown und Santon und außerdem die Dorfverwaltung Onchan und die Hauptstadt Douglas. Middle grenzt an alle anderen Shadings. Im Norden liegt Ayre, im Nord-Osten ist Garff, im Osten die Irische See, im Süden ist Rushen, im Westen  Glenfaba und im Nord-Westen Michael.
Weitere Siedlungen im Sheading sind Port Soderick, Strang, Tromode und Union Mills (In dem Parish Braddan), Braaid, Crosby und Glen Vine (In dem Parish Marown) sowie Newtown in dem Parish Santon.
Das Sheading hat einen gleichnamigen Hous-of-Keys-Wahlkreis bestehend aus Braddan, Marown und Santon, in dem 2 Kandidaten gewählt werden. Douglas hat 4 eigene Wahlkreise mit jeweils 2 Abgeordneten. Onchan ist Teil eines gemeinsamen Wahlkreises mit dem Sheading Garff.